# Марафон (царь Эгиалеи)
Марафон (Марафоний, Мараф, др.-греч. Μάραθος) — персонаж древнегреческой мифологии. Сын Эпопея, царя Эгиалеи (будущего Сикиона). 

## История
Герой, по имени которого назван город Марафон в Аттике. Избегая насилия со стороны отца, переселился в Аттику, а по смерти Эпопея вернулся на Пелопоннес. Отец Сикиона и Коринфа. Тринадцатый царь Сикиона. Разделив власть между сыновьями, вновь вернулся в Аттику.